# 梶原大暉
梶原 大暉（かじわら だいき、2001年11月13日 - ）は、日本の男子パラバドミントン選手。福岡県福岡市出身。2021年開催の東京パラリンピック、2024年開催のパリパラリンピック パラバドミントン 男子シングルスWH2金メダリスト。

## 経歴
小学3年時から「筑紫丘ファイターズ」で野球を始め、中学では軟式で全国大会の出場経験もある強豪「福岡ベースボールクラブ」で投手として活躍したものの、2015年、13歳の時に練習に向かう途中で自転車で交通事故に遭い、右足のひざから下を失い、左脚にもまひが残った。福岡市立福翔高等学校に進学後、パラバドミントンの存在を知り、打ち込むようになる。日本体育大学へと進学し、パラスポーツにも協力的で理解があり、教員養成において定評のある児童スポーツ教育学部で文武両道を実践し、学位を取得した。大学卒業後、ダイハツ工業に所属。
2019年の代表選考レースで国際大会を転戦する中で急成長を遂げ、同年10月のデンマーク国際大会で初優勝を果たすなど躍進した。東京2020パラリンピック開催時点で男子シングルスの車いすの障害が比較的軽い階級(WH2)では世界ランキング6位、村山浩とペアを組む男子ダブルスでは世界ランキング3位。
2021年、自身にとって初出場のパラリンピックとなった東京2020パラリンピックでは、男子シングルスWH2で世界選手権4連覇中の韓国代表選手、金正俊を破って金メダル、男子ダブルスWH1-WH2では村山浩と共に戦いタイ代表選手を破って銅メダルを獲得した。
同年、令和3年度 福岡市スポーツ栄誉賞、福岡県民スポーツ栄誉賞
、紫綬褒章受章。BWF Male Para Badminton Player of the Year 2020/2021 ノミネート。
2022年2月18日、東京パラリンピック パラバドミントン 男子シングルスにおいて金メダルを獲得した栄誉をたたえ、福岡市中央区の天神地下街西4番出口付近に記念のゴールドポスト（第73号）が設置された（ゴールドポストプロジェクト）。6月、2021年「米山稔賞」を国枝慎吾、里見紗李奈、山崎悠麻とともに受賞。BWF世界ランキングにて、男子シングルスWH2では7月5日、 西村啓汰とペアを組む男子ダブルスWH1-WH2では7月19日、世界ランキング1位に到達。10月8日に行われた2022 パーソル クライマックスシリーズ パ 福岡ソフトバンクホークス対埼玉西武ライオンズ第1戦で始球式を務め、福岡PayPayドームでピッチングを披露した。10月28日、第5回「服部真二 スポーツ賞 Rising Star」を受賞。11月1日-11月6日、国立代々木競技場第一体育館で開催されたヒューリック・ダイハツBWFパラバドミントン世界選手権2022にて、男子シングルスWH2で優勝。12月5日、BWF Male Para Badminton Player of the Year 2022 受賞。
2023年、BWF世界ランキングにて、昨年からの男子シングルスWH2世界ランキング1位継続の中、村山浩とペアを組む男子ダブルスWH1-WH2で8月22日、世界ランキング1位に到達。10月20日-10月27日に開催された杭州2022アジアパラ競技大会にて、男子シングルスWH2で優勝。12月4日、第7回「日本パラスポーツ賞 優秀賞」を受賞。ドバイ国際大会中の12月15日、東京2020パラリンピックから数える国際大会WH2シングルス100連勝を達成した。
2024年、2月20日-2月25日に開催されたBWFパラバドミントン世界選手権2024にて、男子シングルスWH2で優勝。また、国際大会WH2シングルス連勝記録を梶原が目標としていたテニス国枝慎吾のもつシングルス107連勝へと伸ばした。2月25日、BWF Male Para Badminton Player of the Year 2023 受賞。3月15日、日本体育大学卒業式・学位記授与式にて、理事長賞を受賞。BWF世界ランキングにて男子シングルスWH2で1位、村山浩と組む男子ダブルスWH1-WH2で8位で迎えたパリパラリンピックでは、男子シングルスWH2で当時世界ランキング2位の香港代表選手、陳浩源を破って金メダルを獲得し、国際大会男子シングルスWH2連勝記録を125連勝へと伸ばした。男子ダブルスWH1-WH2では村山浩と共に戦い、同じく日本代表の長島理、松本卓巳組を破って銅メダルを獲得した。10月27日、東京都で開催されたヒューリック・ダイハツJapan パラバドミントン国際大会2024にて、パラリンピック2大会でダブルスを組んだ村山浩が同大会限りで強化指定選手からの引退を発表。11月3日、
紫綬褒章飾版受章。BWF Male Para Badminton Player of the Year 2024 ノミネート。
2025年1月、14日に福岡県民スポーツ栄誉賞、16日に第70回西日本スポーツ賞、17日に福岡市スポーツ栄誉賞を受賞。2月26日、九州運動記者クラブ特別賞を受賞。

## プレイスタイル
選手としての強みは、野球の投手としての経験を生かした、強肩を使ったショットの強さと素早いチェアワークによる後方への守備範囲の広さ。